# Aqüeducte d'en Guinard
L'Aqüeducte d'en Guinard és una obra de Tiana (Maresme) inclosa a l'Inventari del Patrimoni Arquitectònic de Catalunya. És un aqüeducte de les aigües de Dosrius, en el Fondo d'en Ginart en un camí que porta a la carretera dels Francesos.